# Sam Houser
Sam Houser (Londres, 1971) é um produtor de jogos eletrônicos. É co-fundador e presidente da Rockstar Games, e uma das forças criativas por trás de jogos como a franquia Grand Theft Auto, sendo produtor desde o terceiro jogo. Seu irmão, Dan Houser, foi vice-presidente da Rockstar até 2020.

## Início da vida
Sam Houser nasceu em Londres em 1971, filho da atriz Geraldine Moffat e do advogado Walter House. Seu irmão mais novo, Dan Houser, co-fundou a Rockstar Games com ele. Sam estudou na St Paul's School e na Universidade de Londres. Desde cedo, se inspirou em filmes de crime, já que sua mãe costumava atuar nesse gênero. Quando criança, o filme The Getaway o inspirou brevemente a se tornar um assaltante de banco. Seus jogos favoritos durante a infância eram Elite e Mr. Do!, sendo o primeiro que lhe de explorar seu lado rebelde desde cedo.

## Carreira
Sam Houser entrou para o Bertelsmann Music Group em 1990, trabalhando na sala de correspondência da empresa. Em 1994, ele foi nomeado para a nova divisão de entretenimento interativo da BMG. Dois anos depois, em 1996, Houser tornou-se chefe de desenvolvimento da BMG Interactive.
Após um almoço com o produtor executivo da gravadora, que ficou impressionado com suas ideias, Sam Houser se tornou produtor de vídeo para a BMG Interactive. Mais tarde, com a parceria da BMG com uma pequena empresa de CD-ROM, ele se transferiu para a divisão de publicação interativa da BMG para trabalhar mais de perto com o desenvolvimento de jogos.
Como produtor executivo, Houser também é o criador de vários jogos da série Grand Theft Auto, juntamente com seu irmão Dan. Em Grand Theft Auto III, suas responsabilidades, segundo suas próprias palavras, eram "ser militante em garantir que o jogo tivesse uma aparência, um som, uma história e uma sensação que funcionassem". SNa visão de Houser, a série Grand Theft Auto forma uma trilogia com os três jogos de sexta geração. Essa trilogia apresenta "um olhar distorcido sobre a Costa Leste por volta da virada do milênio (Grand Theft Auto III)", seguido por "uma reinterpretação de Miami dos anos 80 (Vice City)" e, por fim, "um olhar sobre a Califórnia do início dos anos 90 (San Andreas)".
Apesar de serem os criadores de Grand Theft Auto, uma das franquias de jogos mais bem-sucedidas de todos os tempos, Houser e seu irmão preferem evitar os holofotes da mídia e focar na marca Rockstar Games, em vez de dar o crédito do sucesso dos jogos a uma única pessoa. Em 2009, ambos os irmãos apareceram na lista das 100 pessoas mais influentes do ano da revista Time. Houser também produziu Max Payne 3 e Grand Theft Auto V.
Houser foi incluído no Hall da Fama da Academia de Artes e Ciências Interativas em 2014. Ele foi interpretado por Daniel Radcliffe no filme para televisão de 2015, The Gamechangers.

## Vida pessoal
Sam Houser possui dupla cidadania, britânica e americana, tendo adquirido a última em 2007. Ele mora no bairro do Brooklyn, em Nova Iorque.

## Trabalhos

### Trabalhos como produtor executivo
- Grand Theft Auto (1997)
- Body Harvest (1998)
- Space Station Silicon Valley (1998)
- Grand Theft Auto: London, 1969 (1999)
- Grand Theft Auto 2 (1999)
- Grand Theft Auto III (2001)
- Max Payne (2001)
- Grand Theft Auto: Vice City (2002)
- Max Payne 2: The Fall of Max Payne (2003)
- Manhunt (2004)
- Grand Theft Auto: San Andreas (2004)
- Red Dead Revolver (2004)
- Grand Theft Auto: Liberty City Stories (2005)
- The Warriors (2005)
- Grand Theft Auto: Vice City Stories (2006)
- Bully (2006)
- Manhunt 2 (2007)
- Grand Theft Auto IV (2008)
- Grand Theft Auto IV: The Lost and Damned (2009)
- Grand Theft Auto: The Ballad of Gay Tony (2009)
- Red Dead Redemption (2010)
- L.A. Noire (2011)
- Max Payne 3 (2012)
- Grand Theft Auto V (2013)
- Red Dead Redemption 2 (2018)
- Grand Theft Auto VI (2025)

### Dublador
- Grand Theft Auto III (2001) – balconista da AmmuNation
- Grand Theft Auto: San Andreas (2004) – gângster (creditado)
- Grand Theft Auto IV (2008)